# 奥利弗·沃尔特·吉布斯
奥利弗·沃尔特·吉布斯（英語：Oliver Wolcott Gibbs，1822年2月21日—1908年12月9日）是一位美国化学家，曾任美国国家科学院主席。